# Rudolf Eller
Rudolf Eller (* 9. Mai 1914 in Dresden; † 24. September 2001 in Rostock) war ein deutscher Musikwissenschaftler und Hochschullehrer an der Universität Rostock.

## Leben
Rudolf Eller war der Sohn des Bratschisten Arthur Emil Eller und dessen Ehefrau Margarete. Von 1934 bis 1936 studierte er die Fächer Orgel, Komposition und Chordirigieren an der Orchesterschule der Sächsischen Staatskapelle Dresden, anschließend bis 1941 Musikwissenschaft, Kunstgeschichte, Geschichte und Philosophie an den Universitäten Leipzig und Wien. Von 1941 bis zum Kriegsende wurde Eller zum Militärdienst eingezogen. 
Seine berufliche Laufbahn begann er 1945 mit einer Tätigkeit am Musikwissenschaftlichen Institut der Universität Leipzig. 1947 wurde Rudolf Eller in Leipzig zum Dr. phil. promoviert und habilitierte sich 1957 ebenfalls in Leipzig. Bis zu seinem Wechsel an die Universität Rostock im Jahr 1959 war er seit 1952 mehrfach zu Gastvorlesungen in Rostock  und Leipzig und leitete bereits kommissarisch das Rostocker Institut für Musikwissenschaften, an dem er anschließend bis 1962 als Dozent wirkte. 1962 erhielt er eine Professur mit Lehrauftrag, 1970 wurde er ordentlicher Professor für Musikwissenschaft. 
Zu seinen Lehr- und Forschungsschwerpunkten gehörten Antonio Vivaldi und Johann Sebastian Bach. Zwischen 1971 und 1978 organisierte Rudolf Eller Kolloquien über Antonio Vivaldi in Dresden, 1979 ein Kolloquium über Johann Sebastian Bach in Rostock. Er war Mitglied der Neuen Bachgesellschaft und der Gesellschaft für Musikforschung. Von 1966 bis 1977 war Rudolf Eller Herausgeber des Deutschen Jahrbuchs der Musikwissenschaft.
Zu seinen Schülern gehörte Wolfram Steude.

## Schriften
- Die Konzertform Johann Sebastian Bachs, 1947
- Das Formprinzip des Vivaldischen Konzerts, Leipzig, 1957
- 100 Jahre Neue Bachgesellschaft, Evangelische Verlagsanstalt Leipzig, 2001
- Herausgeber mehrerer Vivaldi-Konzerte

## Ehrungen
- 1994 Ehrenmitgliedschaft der Gesellschaft für Musikforschung
- 1994 Kulturpreis der Hansestadt Rostock
- 1996 Ehrenmitgliedschaft der Neuen Bachgesellschaft